# 邁辛巴赫河

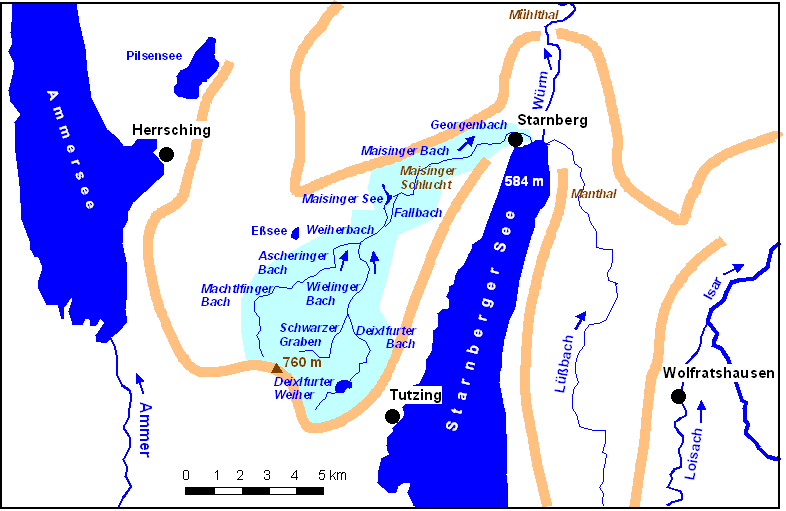

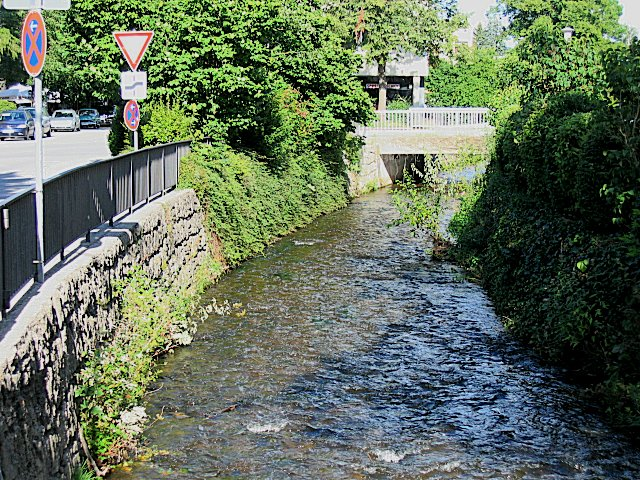

47°59′49″N 11°21′00″E / 47.997°N 11.350°E
邁辛巴赫河（德語：Maisinger Bach），是德國的河流，位於該國東南部，由巴伐利亞負責管轄，最終注入施塔恩貝格湖，河道全長18.4公里，流域面積47.7平方公里。